# Miss Bum Bum
 (janvier 2017).
Miss Bum Bum est un concours annuel qui vise à désigner les plus belles fesses du Brésil,,,. Créé par le journaliste et entrepreneur Cacau Oliver, il met en compétition 27 concurrentes qui représentent chacune les différents États du Brésil. La gagnante reçoit 50 000 réaux et devient une célébrité dans son pays. En 2017, la titulaire du titre est Erika Canela.

## Gagnantes
- 2011 : Rosana Ferreira[6].
- 2012 : Carine Felizardo[7],[8].
- 2013 : Dai Macedo[9].
- 2014 : Indianara Carvalho[10].
- 2015 : Suzy Cortez[11].
- 2016 : Geraldine Caulliez Gires[12]
- 2017 : Rosie Oliveira[13].

## Controverse
En octobre 2013, selon le journal en ligne International Business Times, les concurrentes Mari Sousa et Eliana Amaral sont accusées d'avoir payé 32 000 $ aux juges du concours afin de gagner.

## Source de la traduction
- (en) Cet article est partiellement ou en totalité issu de l’article de Wikipédia en anglais intitulé « Miss Bum Bum » (voir la liste des auteurs).